# الإسلام في تونس

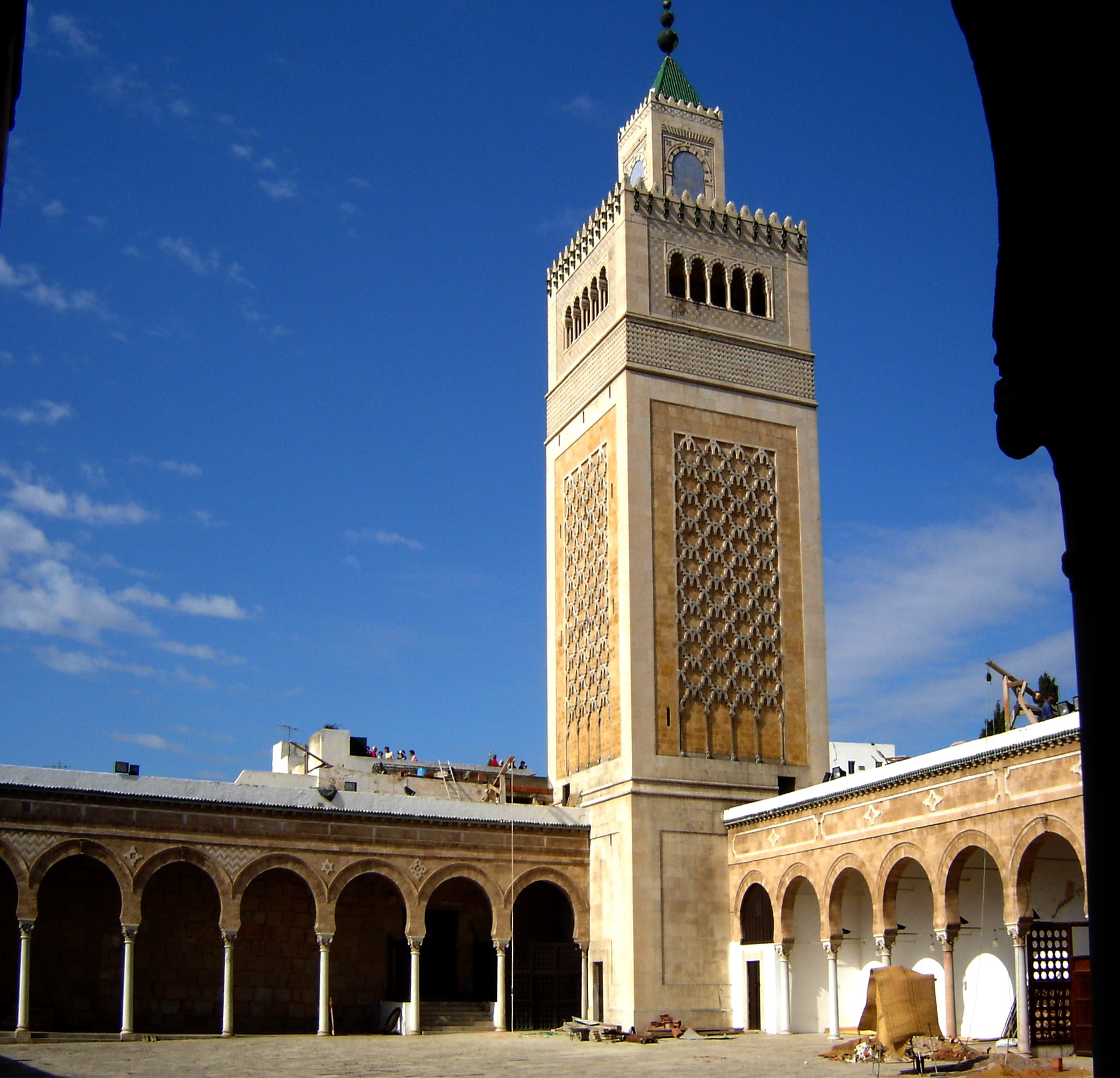
مسجد الزيتونة الكبير بتونس

الإسلام هو الدين الأكثر انتشارًا في تونس. وفقًا لوكالة المخابرات المركزية، فإن 99.1٪ من أتباعها هم من المسلمين السنة. معظمهم من السنة الذين ينتمون إلى المذهب المالكي، إلا أنه توجد أعداد قليلة من المسلمين الإباضيين موجودة بين الناطقين بالأمازيغية في جزيرة جربة. ينص دستور تونس على أن الإسلام دينها، والدولة هي راعية للدين، وتشترط أن يكون الرئيس مسلمًا.

## مقالات ذات صلة
- قائمة مساجد تونس
- مفتي الجمهورية (تونس)